# Fets de Maig
Els Fets de Maig foren els enfrontaments que succeïren entre el 3 i el 7 de maig de 1937 a Barcelona entre les forces d'ordre públic de la Generalitat de Catalunya, amb el suport de milicians del PSUC, de la UGT i d'Estat Català, contra milicians de la CNT i la FAI, amb el suport del POUM. Els enfrontaments van acabar amb uns cinc-cents morts i més de mil ferits. A partir d'aquell moment el govern de la República es va fer càrrec de l'ordre públic i la Generalitat va perdre les seves atribucions. Els Fets de Maig indiquen també l'inici de la sortida d'anarquistes i militants del POUM de les institucions republicanes, cada cop més controlades pel PSUC i el PCE.

## Antecedents
La voluntat de Companys i els consellers d'ERC i del PSUC del Govern de la Generalitat de voler exercir una acció més decidida i intensa per controlar l'ordre públic a partir del final del mes de desembre del 1936, així com la redacció de decrets per a la reorganització dels serveis de l'ordre públic. La fragmentació del poder revolucionari va facilitar la recuperació del control del poder per part de l'Estat.

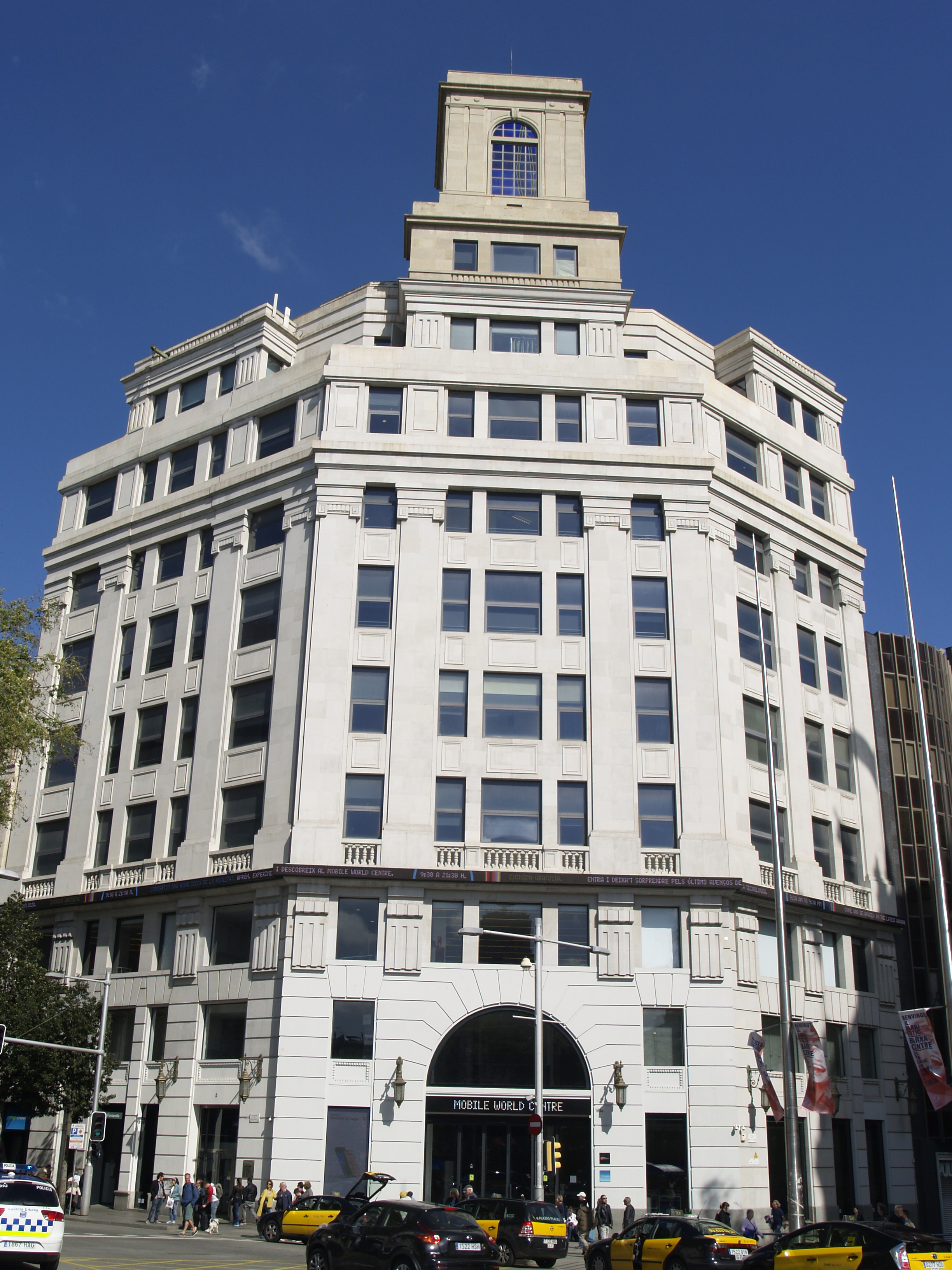
Façana de l'edifici de la Telefónica de plaça de Catalunya, controlat per milicians de la CNT fins al 3 de maig

## Cronologia

### Dia 3 de maig
L'enfrontament va començar quan Eusebi Rodríguez Salas, comissari d'ordre públic de la Generalitat de Catalunya i militant del PSUC, va ocupar amb 200 guàrdies d'assalt, l'edifici de la Telefónica situat a la plaça de Catalunya, que era sota control de la CNT, acusant el comitè d'empresa d'extralimitació en les seves funcions. Actualment encara es veuen els impactes de les bales a una part de la façana de l'edifici que encara és propietat d'aquesta empresa.
L'edifici havia estat col·lectivitzat per membres de la CNT d'acord amb el decret de col·lectivitzacions del 24 d'octubre de 1936 que acordava que si una empresa tenia més de 100 treballadors, aquesta automàticament quedava col·lectivitzada i si en tenia menys es decidia en funció del que decidís la majoria.
A les tres de la tarda, els policies d'assalt van entrar a l'edifici i exigir als treballadors que llencessin les armes, però es van trobar resistència armada. Mentrestant, els caps de la CNT ho van considerar com una provocació i van declarar la vaga general i alhora van fer una crida als seus militants per a defensar l'edifici. En poques hores, Barcelona sencera era un polvorí. Artemi Aiguader i Miró, conseller d'Interior, controlava la policia, amb el suport de milicians armats d'Estat Català i de militants del PSUC. Per a evitar incidents més greus, el Cap de Serveis de la Comissaria general d'Ordre Públic de la Generalitat de Catalunya, Dionís Eroles i Batlló i el secretari de les Patrulles de Control, José Asens i Díaz van ser enviats a l'edifici de la Telefònica per persuadir els revoltats perquè es retiressin, però els seus esforços van resultar inútils.
Més tard, el comitè regional de la CNT va dir per la ràdio que faria tot el possible per obligar els policies a retirar-se de l'edifici. Les negociacions van durar fins més tard de les sis de l'endemà al matí, però sense treure res de profit. La nit del 3 al 4 de maig es van construir barricades i, tot i que no hi va haver combats, la tensió es notava a l'ambient. Al districte de Sarrià, alguns centenars de treballadors es van armar, van construir una barricada i van aconseguir que la Guàrdia Civil es passés al seu bàndol. A Sants, on Buenaventura Durruti va viure durant molt de temps, s'hi van fer assemblees i es van construir barricades. La Guàrdia Civil deixava les armes sense oferir resistència.

### Dia 4 de maig
El palau de Justícia va ser ocupat per la policia. Els trets es van sentir durant tot el matí al centre de la ciutat. La CNT va fer diverses manifestacions dient que ells no tenien la culpa del que passava i que ells no atacaven, només en defensa pròpia, però ningú els va fer cas i les lluites van continuar. Lluís Companys (el president) i Josep Tarradellas (conseller en Cap) van dir que no havien pogut continuar amb les negociacions. La policia, controlada pel PSUC i l'Estat Català, no semblava que volgués deixar les armes. Durant les hores següents es va crear un front format per ERC, Estat Català, PSUC i UGT defensant el conseller d'Interior, Aiguader, i el Cap de Policia, Rodríguez Sala, que van ser els dos membres més directament responsables de les hostilitats contra la Confederació Nacional de Treballadors i del Partit Obrer d'Unificació Marxista.
Diferents membres de cada partit es van reunir al palau de la Generalitat per parlar dels fets que estaven succeint, els sindicalistes van fer diversos comunicats en què deien que havien d'estar tots units en contra del feixisme i que la gent deixés les armes, que ells ja continuarien parlant per intentar trobar la solució als problemes. Així i tot, no es va resoldre res i les hostilitats van durar tota la nit.

### Dia 5 de maig
A les 9:30, la Guàrdia d'Assalt va atacar la Unió Mèdica de la plaça de Santa Anna, al mateix temps també ho van fer a la Federació Local de les Joventuts Llibertàries de Catalunya. Es va intentar durant tot el dia calmar l'ambient, però només va fer efecte durant aquella nit. Es va fundar un nou grup per part de la CNT anomenat "Amics de Durruti" i van declarar que tothom que hagués participat en el cop d'estat seria executat. També anomenaven al POUM, dient que aquests eren amics, ja que ells van anar a favor dels treballadors.
Els diaris de l'endemà van publicar que hi havia hagut cinc-cents morts i més de mil cinc-cents ferits. Altres fonts parlen de 400 morts, tot i que, segons George Orwell, aquesta darrera xifra era del tot exagerada.

### Dia 6 de maig

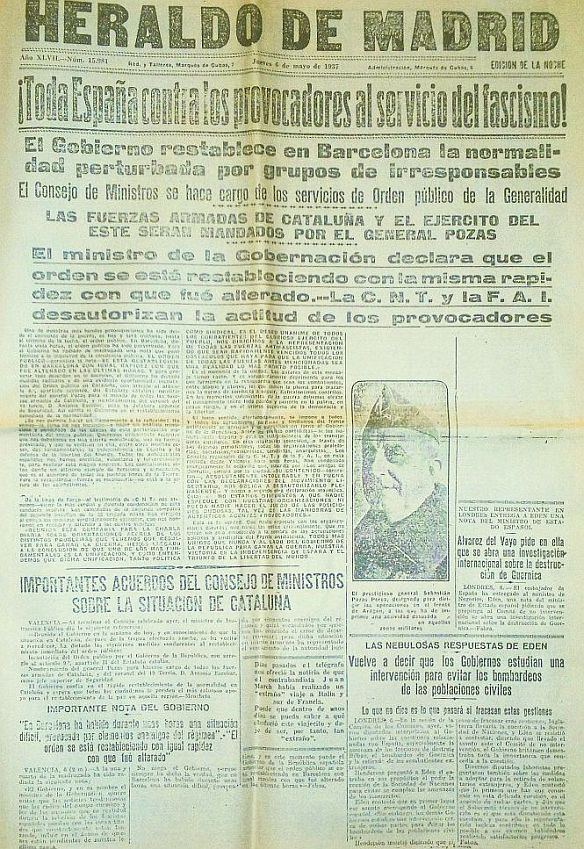
Portada del diari Heraldo de Madrid del sis de maig

La CNT i la UGT es van posar d'acord a tornar a parlar amb els seus treballadors perquè deixessin les armes i tornessin a treballar. Les hostilitats havien parat una mica i la policia ho havia aprofitat per construir noves barricades i pujar metralladores fins i tot a dalt de la Catedral, molt a prop del Comitè General de la CNT-FAI. També van arribar noves des de València: 1.500 homes anaven cap a Barcelona, i 2.500 més els seguien. Mentrestant, als carrers de la capital comtal tothom era escorcollat i aquells que tenien carnet del POUM o de la CNT eren arrestats i els seus carnets requisats i estripats a l'instant.
A l'edifici de la Telefònica van arribar a un acord: primer, els membres de la CNT deixarien els seus llocs i després ho faria la Guàrdia d'Assalt. Però, quan els sindicalistes van deixar les seves posicions, la policia i membres de la UGT van entrar i van ocupar l'edifici. Els anarquistes, immediatament, van informar el Comitè Regional i aquest, al Govern.
A les 4 de la tarda van atacar l'Estació de França, els voltants de la plaça Catalunya. Al cap de dues hores es va saber que els 1.500 Guàrdies d'Assalt ja havien arribat a Tortosa i que pel camí havien ocupat l'oficina central dels sindicats de la CNT, els centres culturals de la FAI i les Joventuts Llibertàries de Catalunya i havien detingut a tothom que hi havia dintre. Més tard, al voltant de les 10 de la nit els sindicalistes van fer una altra proposta: s'haurien de deixar les armes, no hi hauria represàlies ni presoners i s'hauria de donar una resposta en dues hores. Cap a la mitjanit no hi va haver resposta i la policia va construir una nova barricada a prop del Comitè Regional de la CNT i de la FAI; semblava que el volien rodejar.
Finalment, a un quart de sis, el govern va contestar: acceptava l'acord i deia que tothom deixés les barricades, aturés les ofensives i hostilitats, i demanava que no tornessin els trets d'aquells que només buscaven l'estat del desordre.

### Dia 7 de maig
Els treballadors van deixar les barricades al matí i en algun lloc, fins i tot, foren enderrocades. Tanmateix, al centre de la ciutat, les barricades d'Estat Català i del PSUC restaven intactes. Grups de Guàrdies d'Assalt anaven desarmant els treballadors pels carrers. El vespre van arribar les tropes procedents de València i van ser rebudes a la Prefectura de Policia, però no hi va haver incidents greus i tot va entrar en calma. El conflicte s'havia acabat.

## Conseqüències
El partit comunista va augmentar la seva importància i van aconseguir que el POUM (Partit Obrer d'Unificació Marxista) es convertís en il·legal. A més, el curs desfavorable de la guerra havia posat en contra el govern de Largo Caballero, es va produir una crisi de govern i Azaña va posar com a nou president a Juan Negrín, aquest va posar èmfasi en una ferma centralització política i militar per assolir l'objectiu prioritari de guanyar la guerra. Per això va reforçar el poder central, es va unificar la direcció bèl·lica, es van integrar totes les milícies en l'Exèrcit Popular i es va establir un control sobre la producció industrial i agrària. La formació, al mes de juny, d'un nou Consell Executiu de la Generalitat de Catalunya, presidit per Lluís Companys i fonamentat per l'aliança entre ERC i PSUC, sense participació de la CNT, no va impedir que les relacions amb Negrín fossin tenses. El novembre de 1937 el govern de la República es va traslladar de València a Barcelona, allà, es va fer càrrec de l'ordre públic, la gestió de proveïments, el comerç exterior, l'administració de la justícia i la indústria de guerra i va deixar de banda l'administració catalana, fet que va provocar friccions constants amb la Generalitat, que havia quedat molt afeblida.